# 阿里山脊粉蝨
阿里山脊粉蝨（学名：Rhachisphora alishanensis）为粉蝨科脊粉蝨屬下的一个种。